# Igor Bour
Igor Bour (ur. 18 grudnia 1984) – mołdawski sztangista, mistrz Europy.
Największym jego sukcesem jest złoty medal mistrzostw Europy w 2007 roku. Startując w kategorii wagowej do 56 kg osiągnął 270 kg w dwuboju.